# Клара Ассизская
Кла́ра Асси́зская, урождённая Кья́ра Оффреду́ччо (16 июля 1194[…], Ассизи — 11 августа 1253, Ассизи) — итальянская святая, одна из первых последовательниц Франциска Ассизского и основательница ордена клариссинок.

## Биография

### Семья, детство и юность
Клара была старшей дочерью дворянина Фавароне ди Оффредуччо и его жены Ортоланы. Семья Клары была одной из самых богатых и могущественных дворянских семей в Ассизи. Линия предков Клары прослеживается вплоть до Карла Великого. Донна Ортолана, мать Клары, была очень благочестивой женщиной, предпринимавшей паломничества в Рим, Сантьяго-де-Компостела и Святую землю. Много позже она вступила в монастырь, основанный её дочерью. О детстве Клары известно немногое, однако имеются свидетельства, что по причине опасной политической ситуации в Ассизи часть детства она провела в изгнании, бежав вместе с матерью и младшими сёстрами Катериной (Агнессой) и Беатриче в соседнюю Перуджу. Родители Клары выразили желание выдать её замуж вскоре после её двенадцатого дня рождения, однако вплоть до своего восемнадцатилетия ей удавалось убедить их повременить с планами замужества.

### Встреча с Франциском

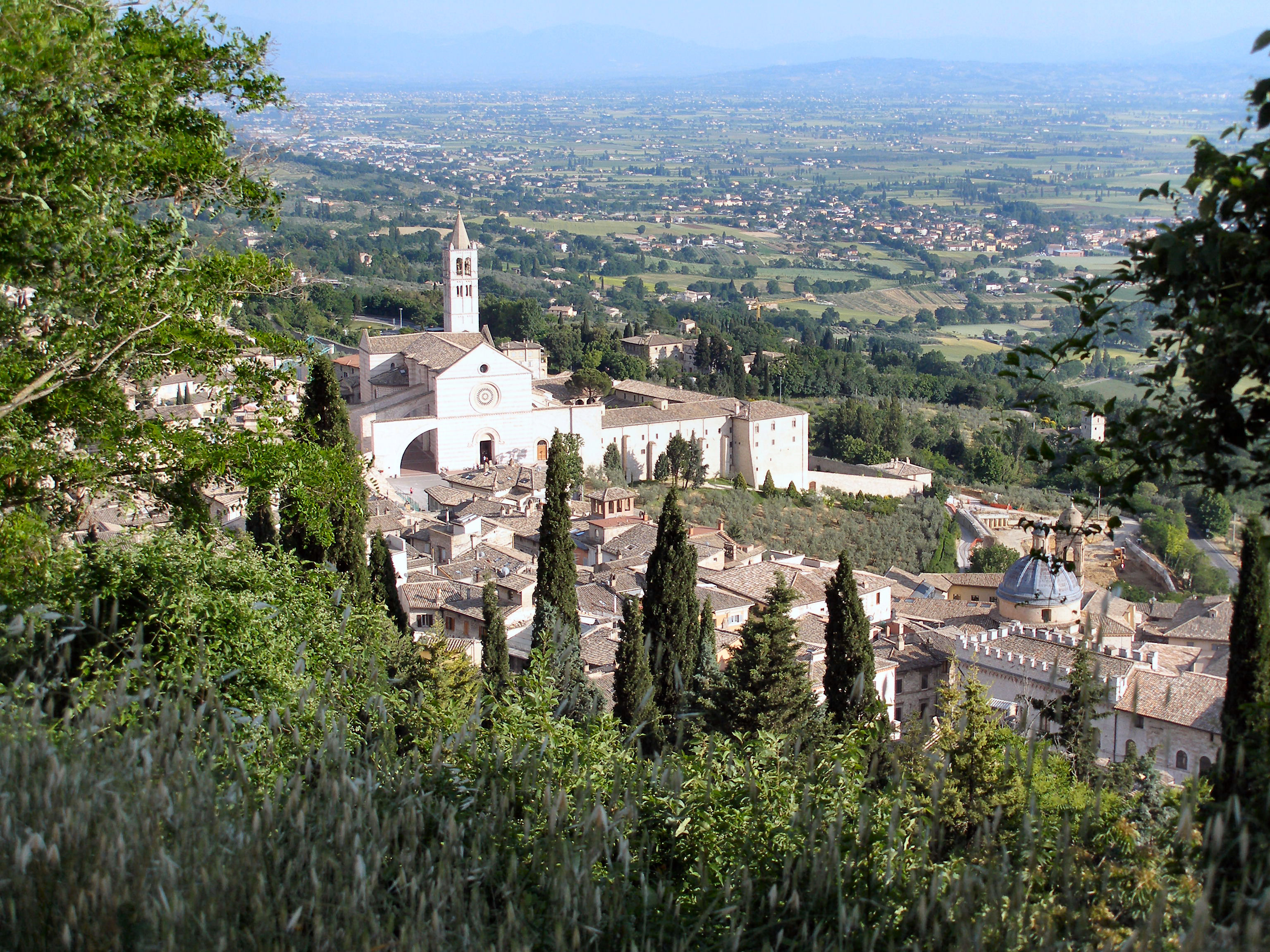
Базилика Святой Клары в Ассизи

Учитывая небольшие размеры Ассизи, Клара предположительно знала историю обращения Франциска и произошедшую с ним драматическую перемену, превратившую его из богатого и распутного весельчака в смиренного, одетого в нищенскую одежду и ухаживающего за прокажёнными молодого человека. Кроме того, оба первых последователя Франциска, Руфино и священник Сильвестр, были её двоюродными братьями. Наблюдения этой перемены произвели глубокое впечатление на юную девушку. 
В период Великого поста 1212 года Франциск произнёс ряд проповедей в соборе Сан Руфино в Ассизи, на которых присутствовала Клара. Она была глубоко тронута его словами и окончательно приняла решение последовать за Христом по примеру Франциска. С помощью своей тёти Клара организовала тайную встречу с Франциском. Дабы избежать любого намёка на непристойность, Клара явилась на встречу в сопровождении близкой родственницы. Франциск же, который, как правило, вообще избегал всяческого контакта с женщинами, в том числе зрительного, был сопровождаем братом Филиппом Высоким. В ходе встречи Клара рассказала Франциску о своём желании посвятить жизнь Христу. Франциск посоветовал ей отвергнуть пути мира с его суетой и хранить своё тело как храм для одного только Бога. Осознав, что её желание следовать за Христом несовместимо с проживанием под родительской крышей и грозящим замужеством, Клара решилась бежать из дома.

### Побег
В день Вербного воскресенья 18 марта 1212 года Клара вместе со своей семьёй пошла на утреннюю мессу в собор Сан Руфино, где некогда она (как и сам Франциск) была крещена. Волнения перед предстоящим побегом, намеченным на вечер этого же дня, и предчувствие расставания с родным домом столь ослабили её, что она не смогла подняться с церковной скамьи, когда подошло время раздачи пальмовых ветвей. Тогда Гвидо, епископ Ассизи, к которому Франциск обратился за советом относительно Клары — так как она готовилась стать первой женщиной среди последователей Франциска, что создавало для дотоле исключительно мужского братства некоторые трудности — сошёл к ней сам и вручил ей освящённую пальмовую ветвь прямо в руки. Он же посоветовал Франциску после побега временно поместить Клару в монастырь сестёр-бенедиктинок, как позже и было сделано. При наступлении ночи, когда все в доме заснули, Клара вышла вон через porta di mortuccio, специальную дверь для выноса из дома умерших, имевшуюся во всех старинных домах Умбрии. Таким образом она символически показала, что умерла для своей прежней жизни в этом доме. Снаружи Клару поджидала её кузина, служившая ей помощницей при побеге. Вместе с ней они выбрались за городскую стену, чтобы пробраться к Франциску в капеллу Порциункола, которая находилась за пределами городской черты, южнее Ассизи (ныне эта маленькая церковь находится внутри позднее построенной базилики Санта-Мария-дельи-Анджели. В ночь с 18 на 19 марта 1212 года в этой церкви Клара приняла монашеский обет.
Точных сведений о том, каким образом это произошло, нет — хотя следует понимать, что этот шаг представлял собой известную трудность, так как все средневековые города Италии были окружены крепостной стеной, ворота которой запирались с заходом солнца, а ключи передавались на хранение мэру.

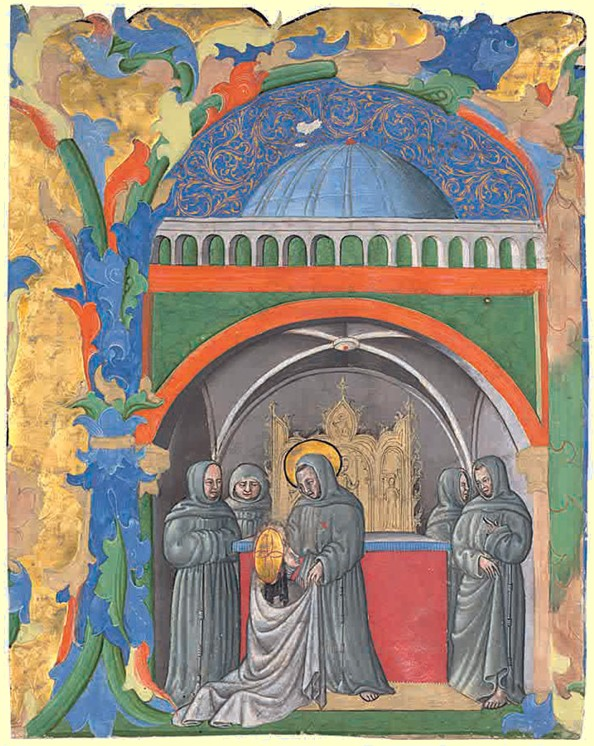
Миниатюра, изображающая принятие Клары в братство святого Франциска (XV век)

### Постриг
Прибыв в Порциунколу, Клара была встречена братьями с факелами, которые провели её внутрь капеллы. Там она сменила своё элегантное платье на грубую францисканскую одежду. Затем у алтаря Франциск обрезал её длинные золотистые волосы и выбрил ей тонзуру, а Клара принесла ему свои обеты. Согласно церковному праву, выполнять подобные действия мог только епископ, Франциск же не являлся даже священником. Поэтому епископ Гвидо заранее наделил Франциска полномочиями на этот случай. После окончания церемонии Клара в сопровождении брата Филиппа отправилась в бенедиктинский женский монастырь Сан Паоло, находящийся на расстоянии двух миль. Там она представилась нищей женщиной, не имеющей никакого приданого в дар монастырю, и была принята сёстрами.

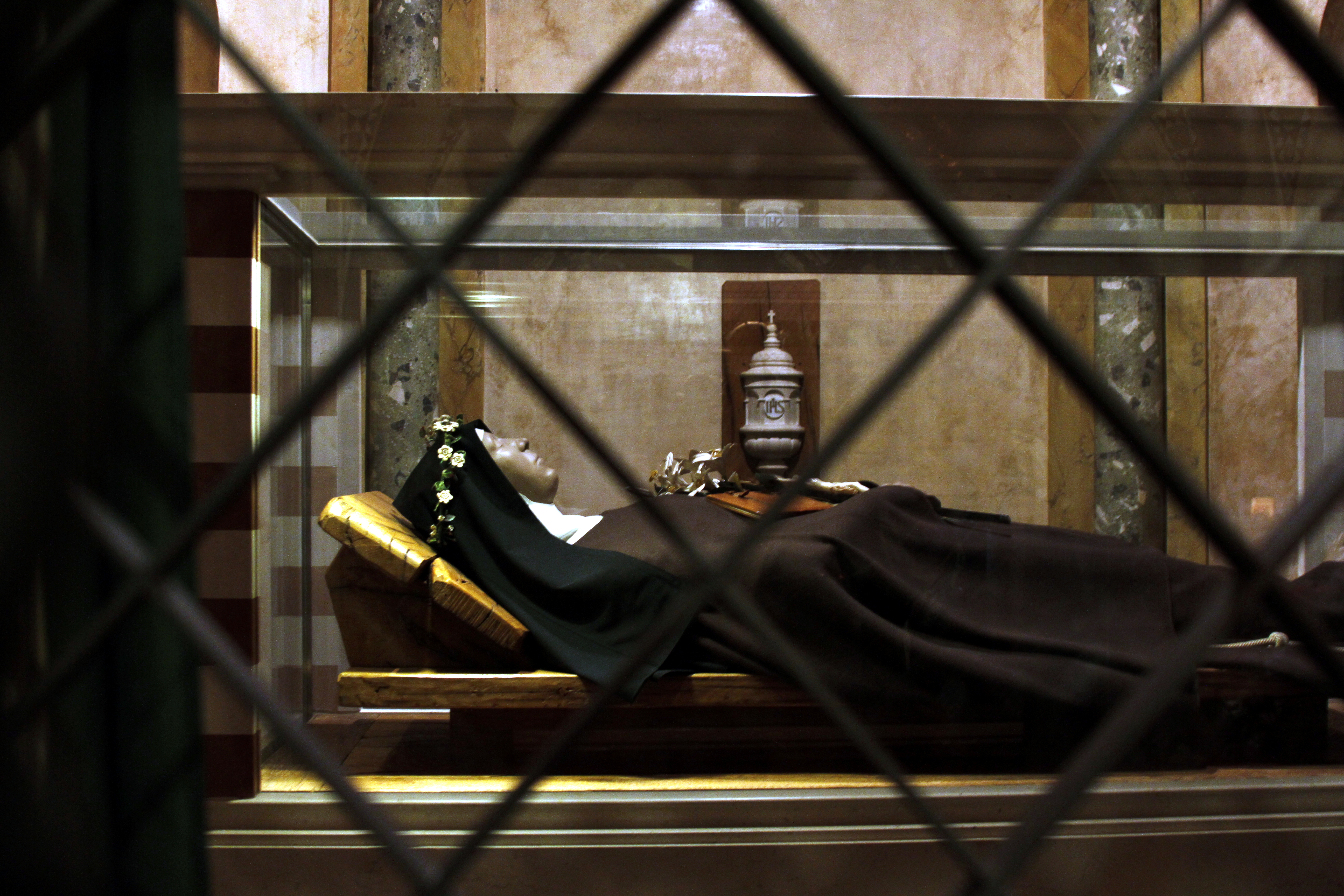
Надгробие Клары Ассизской в Базилике Святой Клары в Ассизи

### Реакция семьи
Обнаружив на следующее утро исчезновение Клары и узнав о происшедшем, её родные пришли в ярость и печаль из-за содеянного ей. С твёрдыми намерениями вернуть её домой, дядя Клары Мональдо, сопровождаемый несколькими вооружёнными людьми из дома Фавароне, отправился в монастырь Сан Паоло, готовый применить силу, чтобы возвратить Клару обратно. Их появление произвело в монастыре переполох. Вначале они попытались уговорить Клару вернуться, применяя как угрозы, так и лестные обещания, убеждая её отказаться от дела, не подобающего её сословию и не имеющего прецедентов в семье. Но, ухватившись за покрывало алтаря, Клара обнажила свою обритую голову, настаивая на том, что ничто не сможет оторвать её от служения Христу. Поддавшись страстному протесту Клары, вооружённые мужчины покинули стены монастыря, решив не применять грубую силу. Тем не менее, настоятельница монастыря была обеспокоена тем, что отец Клары может прийти сам, чтобы насильно забрать свою дочь. Чувствуя, что Клара представляет собой угрозу монастырю и безопасности прочих монахинь, настоятельница послала известие Франциску, который забрал Клару в другой бенедиктинский монастырь, Сан Анжело в Пансо, либо (как предполагают современные исследователи) в некое селение бегинов. Но обоим было ясно, что Клара нуждается в стабильном приюте, где она могла бы свободно следовать избранному ей францисканскому пути.

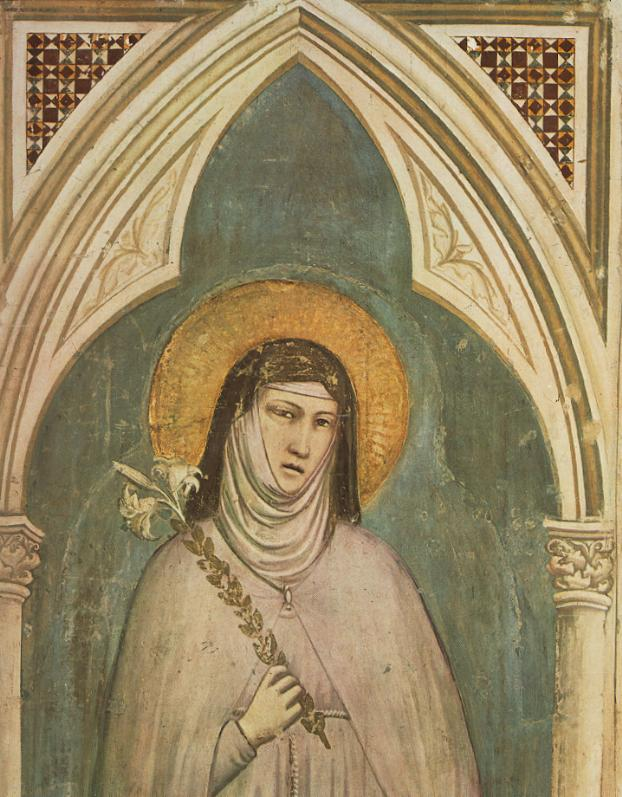
Клара с лилией в руке на фреске Джотто (XIV век)

### Почитание
17 февраля 1958 года папа Пий XII объявил её покровительницей телевидения, на том основании, что, когда незадолго до своей смерти в 1253 году она была прикована к своей постели и не могла участвовать в мессах, её посещали видения: она ясно видела мессу на стене своей комнаты, словно там был телевизор. Клара Ассизская также номинировалась на звание святой — покровительницы Интернета, но уступила их Исидору Севильскому.

## Иконография
В иконографии Клара Ассизская традиционно изображается в виде монахини, одетой в тёмное монашеское облачение и держащей в руках дароносицу или чашу. Реже встречаются изображения с распятием, книгой и лилией — символом девственности и простоты. Также Клара изображается в кругу других францисканских святых.

## Образ в кино
В фильме Франко Дзеффирелли «Брат Солнце, сестра Луна» (1972) роль Клары сыграла Джуди Баукер. В фильме Лилианы Кавани «Франциск» (1989) роль Клары сыграла Хелена Бонем Картер.